# Cavaler

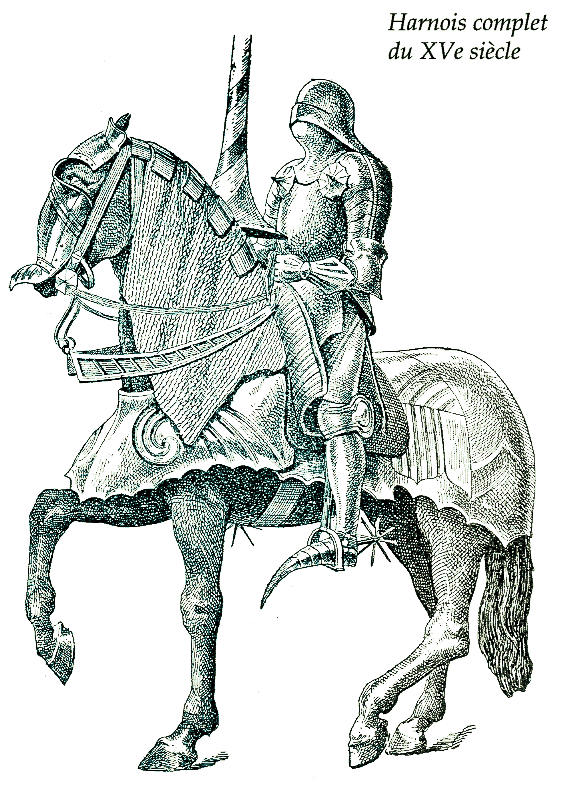
Cavaler

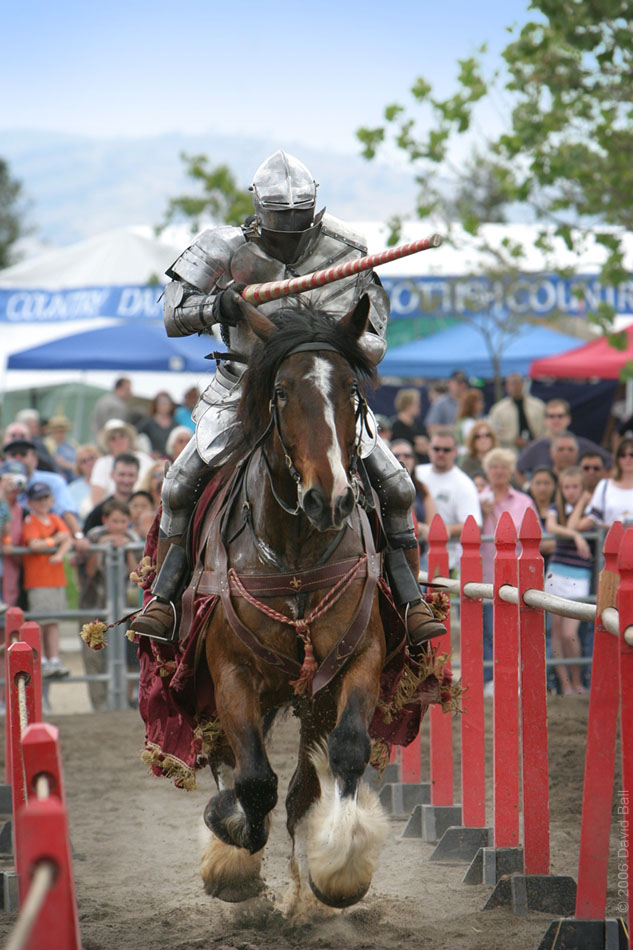
Cavaler în turnir (reconstituire)

Cavaler (în latină eques, franceză chevalier, engleză knight, germană ritter, italiană cavaliere, spaniolă caballero, slavă vitez, vityaz, maghiară vitéz) era un nobil de rang inferior, de regulă războinici aflați în slujba monarhului sau în slujba înaltei nobilimi. În Europa aceasta a fost denumirea dată inițial războinicilor călare care purtau armură grea în Evul Mediu. În afara cavalerilor medievali, în Roma antică au existat cavalerii denumiți „equites” care au reprezentat o clasă ecvestră proeminentă din punct de vedere social. Începând din Evul Mediu târziu termenul, ca titlu, s-a referit în primul rând la o demnitate specială dobândită deopotrivă de persoane care aparțineau nobilimii sau care nu dețineau vreun titlu nobiliar.
Biserica s-a străduit să folosească forța și solidaritatea nobililor, îmblânzind obiceiurile lor brutale și oferindu-le exemplul cavalerului creștin - un ideal moral de oștean al lui Hristos. Din secolul al XII-lea, în rândul cavalerilor erau admiși numai fii de nobili. După ce-și făcea ucenicia la curtea unui senior, tânărul nobil primea armele de cavaler. O rudă sau seniorul său îi încingea sabia și îi lega pintenii, apoi îi dădea o palmă după ceafă și-i spunea: „Fii viteaz!”, ca să-și aducă aminte întreaga viață de codul moral cavaleresc: obligația de a fi viteaz și loial, de a respecta în lupta cu adversarul legile onoarei (a nu ataca un adversar neînarmat), de a-și ține cuvântul și de a nu minți niciodată.
Ceremonia aceasta, laică la început, a devenit, cu timpul, un ritual religios. Biserica a intervenit mai întâi binecuvântând steagul și armele viitorului cavaler, apoi consfințind însuși actul învestiturii. În cele din urmă, întreaga ceremonie a învestirii se petrecea în fața altarului. Înainte de a fi înarmat, cavalerul era supus unor practici de purificare: post, veghe, spovedanie și împărtășanie. Apoi, preotul binecuvânta armele și spunea: „Binecuvântează, Doamne, armele robului tău ca să devină apărător al bisericilor, văduvelor, orfanilor și tuturor slujitorilor săi contra urgiei păgânilor”.
Onoarea era suprema valoare pentru un cavaler. Războiul nu era numai o meserie, era o pasiune care nu avea să dispară decât odată cu scăderea superiorității militare, politice și economice a nobilimii feudale.